# Mielichhoferia ulei
Mielichhoferia ulei är en bladmossart som beskrevs av C. Müller 1898. Mielichhoferia ulei ingår i släktet kismossor, och familjen Bryaceae. Inga underarter finns listade i Catalogue of Life.